# I Love a Rainy Night
I Love a Rainy Night – piosenka country nagrana przez Eddiego Rabbitt'a w 1980 roku. Została ona użyta w GTA San Andreas w fikcyjnej stacji radiowej, K-ROSE.